# .ni
.ni је највиши Интернет домен државних кодова (ccTLD) за Никарагву.
Због политичких разлога, .ni се повремено користи за сајтове Северне Ирске, пре него званични НИДдк Уједињеног Краљевства, .uk.